# Myrsine fosbergii
Myrsine fosbergii là một loài thực vật thuộc họ Myrsinaceae. Đây là loài đặc hữu của quần đảo Hawaii. Chúng hiện đang bị đe dọa vì mất môi trường sống.